# أنثى (مثلية)
كلمة فيم (/famme/؛ وتعني حرفياً "امرأة سحاقيى ذو انوثة") هي مصطلح يُستخدم تقليدياً لوصف المرأة المثلية التي تُظهر هوية أو تعبيراً جنسانيًا أنثويًا.
وعلى الرغم من أن هذا المصطلح يُنظر إليه غالبًا على أنه خاص بالنساء المثليات، إلا أن له معانٍ أخرى، حيث يستخدمه بعض الأفراد غير المثليين أيضاً، ومن بينهم بعض الرجال المثليين وثنائيي الميول الجنسية. كما أن بعض الأفراد غير الثنائيين والمتحولين جنسياً يُعرّفون أنفسهم كمثليين باستخدام هذا المصطلح.
يرتبط مصطلح فيم ارتباطًا وثيقًا بتاريخ وثقافة المثليات، وقد استُخدم بين النساء المثليات لتمييز النساء المثليات اللواتي يتمتعن بمظهر أنثوي تقليدي عن نظيراتهن من المثليات اللواتي يُعرفن بـ"بوتش" (أي اللواتي يتمتعن بمظهر ذكوري)، واللاتي يكنّ غالبًا شريكاتهن في العلاقات.
وقد نشأ هذا المصطلح ضمن المجتمعات النسائية المثلية في الولايات المتحدة بعد الحرب العالمية الثانية، في فترة انضمام النساء إلى سوق العمل. وأصبح هذا النمط من الهوية سمةً مميزة لثقافة الحانات الخاصة بالمثليات من الطبقة العاملة خلال أربعينيات وخمسينيات القرن العشرين.
وبحلول تسعينيات القرن العشرين، تبنت بعض النساء ثنائيات الميول الجنسية مصطلح فيم كذلك.

## ثقافة الأربعينيات حتى الستينيات
يذكر العالمان هايدي إم. ليفيت (Heidi M. Levitt) وسارا ك. بريدجز (Sara K. Bridges) أن مصطلحي بوتش (butch) وفيم (femme) نشآ من المجتمعات النسائية المثلية الأمريكية في أربعينيات وخمسينيات القرن العشرين، بعد الحرب العالمية الثانية، "عندما انضمت النساء إلى سوق العمل وبدأن بارتداء السراويل، مما أوجد إمكانية تطور جمالية بوتش وتعبير جنساني مميز داخل مجتمعات النساء المثليات".
ويضيف الباحثان أن "ثقافة البوتش–فيم جعلت النساء المثليات مرئيات للمرة الأولى".
تصف الباحثة المتخصصة في شؤون المثليات من نوع فيم، جوان نيستل (Joan Nestle)، أن هوية المرأة المثلية الفيم كانت ممثلة تمثيلاً ناقصاً في السجلات التاريخية، حيث كانت النساء من هذا النوع يتعرضن كثيراً للهجوم بسبب مظهرهن القريب من النساء المغايرات، كما كان يُتهمن بـتقليد معايير المغايرة الجنسية نتيجة ارتباطهن بشريكات من نوع بوتش.
وفي نص نيستل حول هوية الفيم، المعنون بـ**"سؤال الفيم"** (The Femme Question)، تتحدى هذا الرأي الشائع، مؤكدة أن علاقات البوتش–فيم "كانت مليئة بلغة مثلية عميقة تشمل الموقف واللباس والإيماءة والحب والشجاعة والاستقلالية".
وتُجادل الباحثة آرلين إيستار ليف (Arlene Istar Lev) بأن هذه الهويات، من خلال تبنيها التحتاني والمخالف لأدوار الجندر النمطية، كانت تُعد "تصريحات إيروتيكية واجتماعية معقدة" متجذرة في "هويات جنسية جندرية".
وتضيف نيستل أن هؤلاء النساء أعلنّ عن حب مثلي بين النساء علنًا، في فترة لم تكن فيها أي حركة تحررية تدعمهن أو تحميهن، وتُشير إلى أن "في الخمسينيات على وجه الخصوص، كانت ثنائيات البوتش–فيم بمثابة مقاتلات الصف الأمامي ضد التعصب الجنسي. وبسبب ظهورهن العلني، كنّ يتعرضن لأقصى درجات العنف في الشوارع. والمفارقة أن التغيرات الاجتماعية جعلت من ذلك التصريح الجنسي والسياسي الراديكالي في خمسينيات القرن العشرين يبدو اليوم كأنه تجربة رجعية وغير نسوية."

## السبعينيات والثمانينيات، ورفض مفهومالمرأةخلال الحركة النسوية المثلية
شهد النسوية المثلية رفضًا واضحًا لثنائية البوتش–فيم، وبالتالي لــهوية الفيم نفسها.
فخلال بروز حركة النسوية المثلية، وُجهت اتهامات للنساء المثليات من نوع فيم من قبل شخصيات بارزة في الحركة، بأنهن يقلدن معايير الجمال الأبوية نتيجة ارتدائهن الملابس الأنثوية التقليدية.

وقد عبّرت أودري لورد (Audre Lorde) — الشاعرة والناشطة النسوية السمراء المثلية — عن هذا الرفض في كتابها Tar Beach، قائلة:
"لعب أدوار البوتش والفيم كان نقيضًا تمامًا لما كنا نعتقد أن المثلية تعنيه — حب النساء."
شعرت العديد من النساء ثنائيات الميول الجنسية الناشطات أيضًا في المجتمع المثلية بالضغط للتعريف عن أنفسهن كـ "مِثْلِيَّات"، مما أدى إلى محو الهوية الثنائية باعتبارها جزءًا من تاريخ هويات الفيم.
وتأثرت هذه الظاهرة أكثر بسبب حقيقة أن المجتمعات الثنائية الميول الجنسية وحركتها ذات الصلة لم تتأسس بشكل رسمي إلا في السبعينيات.

## توسع الهوية الأنثوية في التسعينيات وأوائل القرن الحادي والعشرين

### عام
خلال تسعينيات القرن العشرين وبروز هوية المثلية الأنثوية ذات أحمر الشفاه إلى التيار الرئيسي، أصبح مصطلح فيم مصطلحًا شاملًا لوصف المرأة المثلية الأنثوية.
واستنادًا إلى أبحاث من تسعينيات القرن العشرين، ذكر كل من ليفيت (Levitt) وبريدجز (Bridges) أن مصطلحي بوتش وفيم "بدآ بالتسلل إلى المجتمعات الثنائية الميول الجنسية، وبدأت النساء في الكتابة عن تجاربهن كنساء ثنائيات الميول الجنسية من نوع فيم"، ولكن أضافوا أيضًا أن "هناك قليل جدًا من الأبحاث التجريبية التي أُجريت حول التعبير عن الهوية الجنسية وتجربة الهوية الجنسية لدى النساء ثنائيات الميول الجنسية".
مع توسع هوية الفيم، بدأ الاختلاف في الجذب الجنسي بين البوتش والفيم يُحلل بشكل أكبر.
كتب كل من الباحثتين شيريس كراماراي (Cheris Kramarae) و ديل سبندر (Dale Spender) أن "تنوع الفيم يظهر أيضًا في الساحة الجنسية. فبينما قد تكون العديد من الفيمات منجذبات حصريًا للبوتشات، فإن بعضهن ينجذبن أيضًا إلى فِيمات أخريات، بينما ينجذب البعض الآخر أيضًا إلى الرجال ويعتبرن أنفسهن ثنائيات الميول الجنسية".
تشير بعض الأبحاث إلى أن البوتشات أكثر احتمالًا لأن يكنَّ مِثْلِيَّات حصريًا، في حين أن الفيمات قد يكن ثنائيات الميول الجنسية في بعض الأحيان.
وفي عام 2005، أظهرت الأبحاث الأولية التي أجراها ليفيت (Levitt) و بريدجز (Bridges) أن المثليات أكثر احتمالًا لتحديد هويتهن كـ بوتش ولديهن تعبير جنساني أكثر ذكورية مقارنة بالنساء ثنائيات الميول الجنسية. وقد حدد 4.5% من النساء ثنائيات الميول الجنسية اللاتي تمت دراستهن أنفسهن كـ بوتش مقارنة بـ 30.1% من المثليات اللاتي فعلن ذلك.
كما كانت المثليات أكثر جذبًا جنسيًا للنساء اللواتي كان تعبيرهن الجنسي مخالفًا لتعبيرهن، بينما كانت النساء ثنائيات الميول الجنسية أكثر جذبًا جنسيًا لأولئك اللواتي كانت تعبيراتهن الجنسية أكثر تشابهًا مع تعبيرهن.
افترض ليفيت وبريدجز أن "هذه النتيجة قد تكون جزئيًا بسبب الجماليات المختلفة المتاحة والشائعة داخل مجتمعات المثليات وثنائيات الميول الجنسية."
تم استخدام مصطلح فيم أيضًا للإشارة إلى الأشخاص غير المتوافقين جنسيًا الذين لا يحددون أنفسهم كمثليين، أو للإشارة إلى الأشخاص المتحولين جنسياً أو الغير ثنائيين. في عام 1994، سجلت كيت بورنشتاين تجربتها كشخص غير متوافق جنسيًا وتُعتبر فيم مثلي في كتابها Gender Outlaw.

وفي عام 2011، مدحت بورنشتاين نشر كتاب إيفان كويتي Persistence: All Ways Butch and Femme، حيث قالت:
"ثنائية البوتش/فيم هي ثنائية واعية ومحبة من الرغبة والثقة ... إنها رقصة حب ورومانسية خارجة عن القانون. يشارك البوتشات والفيمات إحساسًا بالقبيلة والعائلة الممتدة والقرابة—بغض النظر عن جندرنا."
ومنذ أواخر العقد الأول من الألفية الثانية، وبالتأثير من ظهور الثقافة الكويرية والمتغيرة جنسيًا على مواقع مثل Tumblr و Everyday Feminism و Autostraddle، تم توسيع مصطلح الفيم ليشمل الأشخاص الأنثويين عبر الفئات الجندرية والجنسانية، بما في ذلك النساء المغايرات جنسياً و الرجال السيجندر و الأشخاص المتحولين جنسياً نحو الأنثوية.
المفهوم الكويري ما بعد الحداثي لـ فيم هو شخص مُحدد بهوية فيم لا يرتدي أو يتصرف دائمًا بطريقة "أنثوية تقليدية" (بمعنى الجمالية الأنثوية، مثل ارتداء المكياج، الكعوب، والإكسسوارات المتعددة)، ولكن يعبر عن هويته كـ فيم من خلال السلوكيات الأنثوية، والتفاعلات، والآراء السياسية المرتبطة بالأنوثة.
بدلاً من أن تكون هوية إيروسية مرتبطة بثقافة النساء المثليات، تم إعادة تعريف الفيم الكويري كهوية سياسية تشمل الجميع الذين يرغبون في التعريف بها، سواء كانوا يظهرون بمظهر أنثوي أو لا.
ومع انتقال الفيم إلى التيار الرئيسي، تم ربطه أيضًا بمفاهيم مثل العمل العاطفي، والسحر، وتمكين الذات.
استنادًا إلى الفهم الذي يصف الفيم كشخص (ليس بالضرورة أن يكون امرأة) يقدم نفسه بشكل أنثوي، يُستخدم أحيانًا التعبير "النساء والفيمات"، ولكن تم انتقاده لأنه يمزج بين فئتين مختلفتين من الهوية.
تم استخدام الفيم أيضًا لوصف شكل من أشكال النسوية المعاصرة التي ترفض الثنائية الجندرية وتعترف بأن الأفراد يمكن أن يقعوا في أي مكان ضمن طيف الجندر، مما يتيح إمكانية أن يكون الشخص بلا جندر، أو متغير الجندر، أو فيم، أو ذكوريًا من المركز.
غالبًا ما يستخدم المؤيدون لهذه التعريفات العبارة "النساء والفيمات"، وهم يعتقدون أن الكراهية تجاه النساء تُستخدم ليس فقط ضد النساء لإلحاق العنف النظري والفعلي بهن، بل بالأساس ضد جميع الأشخاص الأنثويين. ويربطون بين عنف الرجال السيجندر والذكورية السامة، ويعتقدون أن الذكورية لا تؤثر فقط على الأشخاص الذين يُعرفون كنساء بل تؤثر أيضًا على الرجال.
تم استخدام الفيم أيضًا لوصف شكل من أشكال النسوية المعاصرة التي ترفض الثنائية الجندرية وتعترف بأن الأفراد يمكن أن يقعوا في أي مكان ضمن طيف الجندر، مما يتيح إمكانية أن يكون الشخص بلا جندر، أو متغير الجندر، أو فيم، أو ذكوريًا من المركز.
غالبًا ما يستخدم المؤيدون لهذه التعريفات العبارة "النساء والفيمات"، وهم يعتقدون أن الكراهية تجاه النساء تُستخدم ليس فقط ضد النساء لإلحاق العنف النظري والفعلي بهن، بل بالأساس ضد جميع الأشخاص الأنثويين. ويربطون بين عنف الرجال السيجندر والذكورية السامة، ويعتقدون أن الذكورية لا تؤثر فقط على الأشخاص الذين يُعرفون كنساء بل تؤثر أيضًا على الرجال.

### استخدام كلمة femme من قبل النساء ثنائيات الجنس
بحلول التسعينات، تم اعتماد مصطلح الفيم من قبل النساء ثنائيات الميول الجنسية أيضًا. واستنادًا إلى البحث الذي أُجري في التسعينات، ذكر ليفِت و بريدجز أن مصطلحي بوتش و فيم "بدأا يتسللان إلى المجتمعات ثنائية الميول الجنسية، وبدأت النساء في كتابة تجاربهن كـ فيمات ثنائيات الميول الجنسية"، وأضافوا أيضًا أنه "لم يتم إجراء الكثير من البحث التجريبي الذي يدرس تعبير الجنس وتجربة هوية الجنس داخل النساء ثنائيات الميول الجنسية."
ومع ذلك، جادل نشطاء البي+ وغيرهم من نشطاء الكوير بأنه بما أن مصطلح ثنائي الميول الجنسية يُعدّ حديثًا نسبيًا مقارنةً بـ المثليات، وأن مصطلح ثنائي الميول الجنسية كهوية جنسية بدأ يتشكل فقط في منتصف القرن التاسع عشر، فإن النساء ثنائيات الميول الجنسية تاريخيًا كن جزءًا من مجتمع المثليات، وبالتالي استخدمن مصطلح الفيم كـ فئة فرعية من المثليات.
تطرح هذه الحجة أن الادعاء بأن النساء اللاتي ليس لديهن أي جذب تجاه الرجال فقط هن من عرّفن أنفسهن كـ فيمات هو ادعاء غير تاريخي.
بينما يوجد اليوم إجماع عام على أن مصطلح المثلية يشير إلى النساء اللاتي يشعرن بجذب حصري تجاه النساء و الفيمات، فقد حمل المصطلح تفسيرات متعددة ومتغيرة على مر التاريخ، خصوصًا مع ظهور النسوية السياسية للمثليات في عام 1979.
لذا، يُعتبر اعتماد الفيم من قبل ثنائيات الميول الجنسية في التسعينات من قبل البعض إعادة اعتماد من قِبل جزء من نفس المجتمع بعد التمييز بين المثليات و النساء ثنائيات الميول الجنسية، وكذلك بعد حركة الانفصال النسوي المثلي في السبعينات.

### الهويات الأنثوية على الإنترنت
استخدم المنظرون الجماليات لتحليل ومناقشة تطور كلمة "فيم" طوال القرن الواحد والعشرين. تستخدم المنظرة الفيم أندي شوارتر المقارنات بين الارتباطات الحديثة و التاريخية لهوية الفيم لتحديد "نظرية الفيم الناعمة". وتؤكد أنه في منتصف إلى أواخر القرن العشرين، كان مصطلح "فيم" يُستخدم لوصف النساء القويات والشجاعات. ومع ذلك، في الوقت الحاضر، وخاصة على وسائل التواصل الاجتماعي، يُستخدم مصطلح "فيم" لوصف الفتاة الحزينة الناعمة التي تُعتبر من التوجهات الشائعة على الإنترنت وفي الموضات الرائجة. بينما تقدم شوارتر نقدًا لهذا الأسلوب الجمالي و محو الهويات الفيم السابقة للإنترنت، إلا أنها أيضًا تأخذ في الاعتبار كيف يمكن أن يكون "أداء النعومة" كهوية للأنوثة، سواء على الإنترنت أو خارجه، فعالًا في تجاوز المعايير الجندرية الهيمنية.

#### استخدام كلمة fem(me) من قبل الرجال المثليين
من السبعينات إلى التسعينات، شملت ثقافة الرجال المثليين العبارة "لا للبدناء، لا للفيمات"، ولا تزال هذه العبارة حاضرة في ثقافة المواعدة الكويرية اليوم. وبسبب القيود التي تفرضها تطبيقات التعارف للمثليين مثل غرايندر و سكروف، يتم استخدام "فيم"، "فيمم"، و "فيم" كاختصار لـ الأنوثة. العبارة الشائعة "لا للبدناء، لا للفيمات"، التي تشير إلى أن المستخدم لا يرغب في أن يتم الاتصال به من قبل رجال ذوي حجم معين أو رجال أنثويين، تم تحديها من قبل البعض في مجتمع المثليين بسبب تعزيزها للمعايير الجمالية الهيمونورماتية. كما يُستخدم "فيم" لوصف مظهر الشخص أو سلوكياته.

#### حوار عبر الإنترنت حول البدائل الجنسية للنسوية
جزءًا من الرد على الجدل الذي نشأ حول الشرائح المجتمعية المخولة باستخدام "فيم" كهوية شخصية، وكذلك في الجهود الحديثة لإنشاء معرفات مميزة للمثليين، تم اقتراح مصطلحات bisexual كمعادلات لـ بوش و فيم ضمن تعبيرات وعروض الجنس الأخرى. نشأت هذه الظاهرة بشكل كبير في عام 2016 على موقع التواصل الاجتماعي ومدونة تمبلر. المصطلح الذي تم ابتكاره لوصف امرأة bisexual أنثوية هو "دوي" (doe)، بينما يشير "ستاج" إلى الذكورية و "تومكات" يمثل اللامعيارية الجنسية.
ومع ذلك، لم تحظَ هذه المصطلحات الخاصة بالمثليين بانتشار واسع كما حدث مع المصطلحات الأكثر شهرة مثل "بوش" و"فيم"، حتى داخل مجتمع المثليين نفسه. ومن الصعب العثور على شخص مثلي يعرف نفسه بهذه المصطلحات في الحياة الواقعية. سرعان ما تراجعت هذه المصطلحات الجديدة عن استخدامها بين بعض أفراد مجتمع المثليين في النقاشات عبر الإنترنت، لا سيما بين النساء من أصحاب البشرة الملونة و الأشخاص من مجتمعات BIPOC (السود والمختلطين)، حيث وجد العديد منهم أن المصطلحات المستندة إلى الحيوانات تُعتبر مهينة، ومُجردة من الإنسانية، وتحمل طابعًا تاريخيًا مؤلمًا.

## محو النساء المثليات
لقد تم التحدي للمفاهيم الحديثة لــ"فيم" من قبل النساء المثليات اللاتي ما زلن يستخدمن المصطلح بناءً على معناه الأصلي. ومع القلق بشأن محو الثقافة والتاريخ المثلي، تم الجدل حول أن أخذ مصطلح من مجتمع مهمش أصلاً يُعد بمثابة استيلاء misogynistic (استيلاء موجه ضد النساء) يُقلل من قيمة الهويات المثليه وتاريخها، ويُقلل من استقلالية النساء في التعريف عن أنفسهن بعيداً عن الهياكل الأبويّة.
في ورقتها "نظرية الفيم: إعادة تركيز العدسة التداخلية"، تقدم المنظرة الفيمية ريا هوسكين إطارًا تداخلًا في نظرية الفيم وتتناول إمكانيات الأنوثات التمردية. تستخدم العدسة التداخلية للتعامل مع الخطاب حول فوبيا الفيم والطُرق التي يُعتبر فيها هذا الموضوع غير جاد كنوع من الاضطهاد داخل المجتمع المثلي، وخاصة في المساحات الأكاديمية النسوية المثليه.